# Réservoir La Grande 4
Réservoir La Grande 4 är en sjö i Kanada.   Den ligger i provinsen Québec, i den östra delen av landet, 1 000 km norr om huvudstaden Ottawa. Réservoir La Grande 4 ligger 372 meter över havet. Arean är 765 kvadratkilometer. 
Trakten runt Réservoir La Grande 4 är nära nog obefolkad, med mindre än två invånare per kvadratkilometer.